# فهد نصيب
فهد نصيب، لاعب كرة قدم عماني. لعب مع نادي ظفار العماني، وفي سبتمبر 2007 إنضم إلى نادي الجهراء الكويتي وفي 2014 انتقل لنادي النصر العماني .